# 然別車站
然別車站（日语：／ Shikaribetsu eki */?）是由北海道旅客鐵道（JR北海道）所經營的鐵路車站，位於日本北海道余市郡仁木町。本站是JR北海道函館本線的無人車站，位於JR北海道本社（札幌總部）的直轄範圍內，並由余市車站代為管理。
本站的站名稱源自於當地的地名然別，也就是愛奴語中的「si-kari-pet」，意指「圓形的河川/迴旋的河川」。

## 車站構造

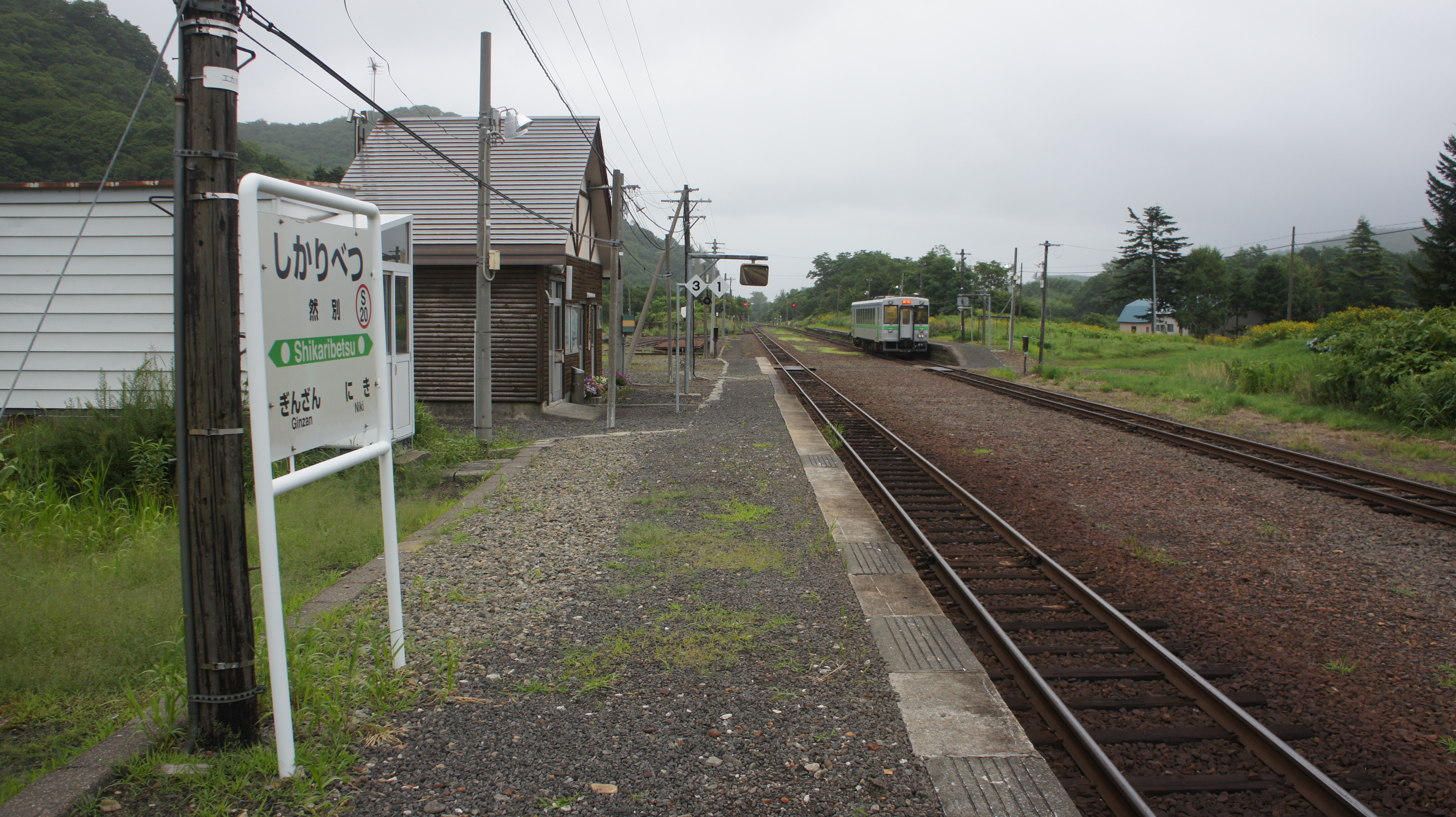
月台（2017年8月）

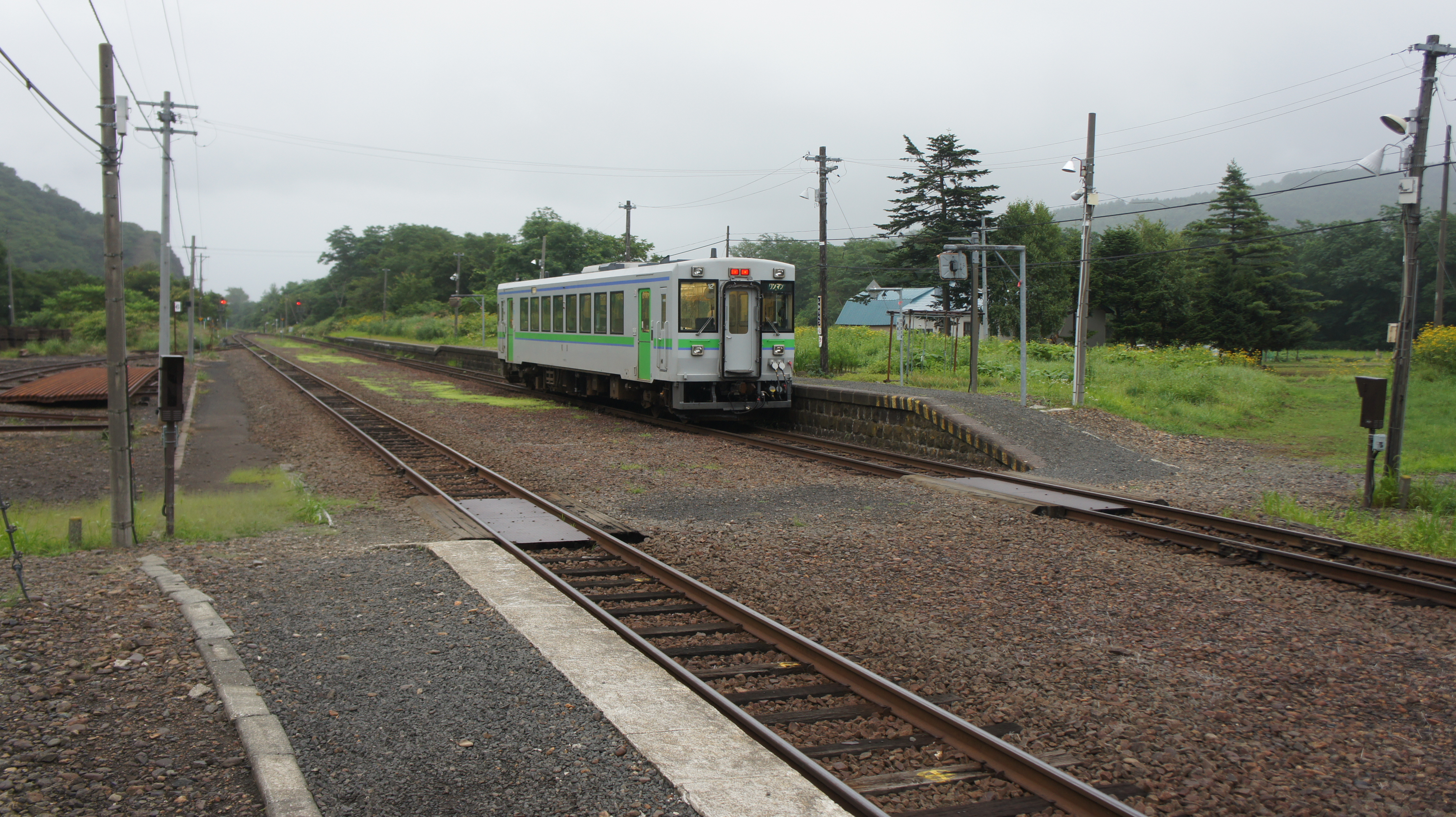
平交道（2017年8月）

本站為對向式月台2面2線的地面車站，也是由余市站負責管理的無人站。本站的站房為小型站房，月台間則透過平交道連接。

## 相鄰車站
北海道旅客鐵道（JR北海道）
■函館本線
快速「Niseko Liner」、普通
銀山（S21）－然別（S20）－仁木（S19）